# Philips Xenium E160
Philips Xenium E160 là một điện thoại di động được thực hiện bởi Philips

## Thông số kỹ thuật
- 2.4-inch TFT-LCD trưng bày
- VGA camera
- MicroSD lên đến 16GB
- 3G, Hai SIM